# Барон Макдональд

Герб баронів Макдональд.

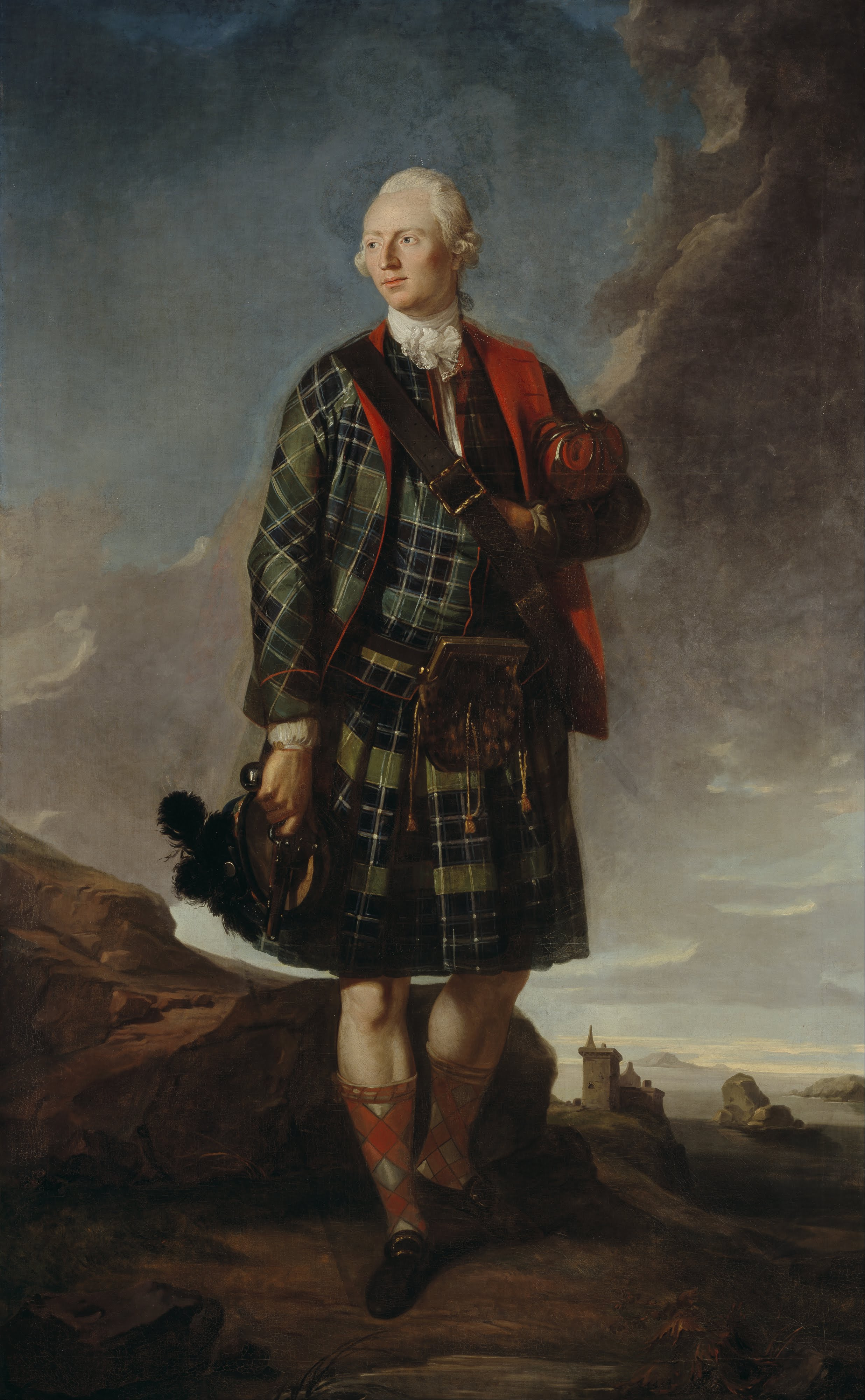
Олександр Макдональд – І барон Макдональд.

Барони Макдональд (англ. - Baron Macdonald) – аристократичний титул в Ірландії. Походять із земель Сліт (острів Скай, Шотландія). 

## Історія баронів Макдональд
Титул баронів Макдональд був створений в 1776 році для сера Олександра Макдональда – ІХ баронета Макдональд з Сліт. Родина Макдональдів зі Сліт походить від Ушдена Макдональда (ірл. - Uisdean Macdonald) (пом. 1498), що відомий як Х’ю Сліт або Х’ю Макдональд. Він був позашлюбним сином Олександра Макдольнада – графа Росс (Шотландія). 28 травня 1625 року його далекий нащадок Дональд Горм Ог Макдональд був нагороджений титулом баронета Сліт під час створення аристократичних титулів для Нової Шотландії. 23 грудня 1716 році сер Дональд Макдональд – IV баронет Сліт був нагороджений титулом лорда Сліт в системі аристократичних титулів якобітів. 
Нащадок першого баронета Сліт – ІХ баронет Сліт був нагороджений титулом барона Макдональд зі Сліт (він мав володіння в графстві Антрім, Ірландія) в 1776 році. Лорд Макдональд одружився з Елізабет Босвілл – дочкою Годфрі Босвілла. Іх старший син був обраний депутатом парламенту і представляв Салташ. Він не одружився, не мав дітей, його титул успадкував його молодший брат, що став ІІІ бароном Макдональд. Він дослужився до генерал-лейтенанта Британської армії. У 1814 році він успадкував від матері маєтки Босвілл Торп, Гунвейт у Йоркширі. Йому було даровано короною прізвище Босвілл. Але успадкувавши в 1824 році маєтки Макдональдів від свого старшого брата, він відновив своє прізвище Макдональд. У 1803 році лорд Макдональд одружився з Луїзою Мері ла Кост – позашлюбною донькою принца Вільяма Генрі – герцога Глостер та Едінбург (онука короля Георга ІІ). Шлюб відбувся згідно англійських звичаїв та законів. Але до цього, в 1799 році ця пара одружилась згідно шотландських звичаїв. Але законність такого шлюбу була поставлена під сумнів, тому парі довелось одружитися вдруге. Але не дивлячись на це, право їх старшого сина Олександра Вільяма Роберта Босвілла на титули не визнавалось. Тому титули успадкував інший син, що народився після шлюбу 1803 року і став IV бароном Макдональд. Його правнук – VII барон Макдональд служив лорд-лейтенантом Івернесс (Шотландія) в 1952 – 1970 роках.   
На сьогодні титулом барон Макдональд володіє його син, що став VIII бароном Макдональд. 
Історичною резиденцією баронів Макдональд був Кінлох, що недалеко від Сліт на острові Скай (Шотлапндія). 
Відповідно до рішення суду в червні 1910 року діти, народжені до шлюбу 1803 року ІІІ барона Макдональд були визнані законними спадкоємцями титулів відповідно до законів Шотландії. Але це рішення було дійсним лише стосовно титулу баронета Нової Шотландії, а не баронства Ірландії. У результаті цього рішення законним спадкоємцем титулу баронета став Олександр Вільям Роберт Босвілл (де-юре ХІІ баронет Сліт). Він отримав від корони прізвище Босвілл у 1832 році, а в 1847 році постановою парламенту успадкував маєтки свого батька в Йоркширі. Його онук, де-юре XIV баронет Сліт. На сьогодні титулом баронет Сліт володіє його правнук – XVII баронет Сліт. Його резиденція – Торп-Холл, що біля Радстона (Йоркшир). 

## Баронети Макдональд зі Сліт (1625)
- Сер Дональд Горм Ог Макдональд (пом. 1643) – І баронет Макдональд Сліт
- Сер Джеймс Мор Макдональд (пом. 1678 р.) – ІІ баронет Макдональд Сліт
- Сер Дональд Макдональд (пом. 1695) – ІІІ баронет Макдональд Сліт
- Сер Дональд Макдональд (пом. 1718) – IV баронет Макдональд Сліт
- Сер Дональд Макдональд (бл. 1697 – 1720) – V баронет Макдональд Сліт
- Сер Джеймс Макдональд (пом. 1723) – VI баронет Макдональд Сліт
- Сер Олександр Макдональд (1711 – 1746) – VII баронет Макдональд Сліт
- Сер Джеймс Макдональд (близько 1742 – 1766) – VIII баронет Макдональд Сліт
- Сер Олександр Макдональд (близько 1745 – 1795) – IX баронет Макдональд Сліт  (нагороджений титулом барона Макдональд у 1776 році)

## Барони Макдональд (1776)
- Олександр Макдональд (близько 1745 – 1795) – І барон Макдональд
- Олександр Вентворт Макдональд (1773 – 1824) – ІІ барон Макдональд
- Годфрі Макдональд (1775 – 1832) – ІІІ барон Макдональд зі Сліт
- Годфрі Вільям Вентворт Босвіль-Макдональд (1809 – 1863) – IV барон Макдональд
- Сомерлед Джеймс Бруденелл Босвіль-Макдональд (1849 – 1874) – V барон Макдональд  * Рональд Арчібальд Босвілл-Макдональд (1853 – 1947) – VI барон Макдональд
- Олександр Годфрі Макдональд  (1909 – 1970) – VII барон Макдональд
- Годфрі Джеймс Макдональд (нар. 1947) – VIII барон Макдональд

Спадкоємцем титулу є єдиний син нинішнього власника титулу Годфрі Еван Хуго Томас Макдональд (нар. 1982).      